# 5·1 유혈 진압
5·1 유혈 진압(튀르키예어: Kanlı 1 Mayıs) 또는 5월 대학살(튀르키예어: Mayıs Katliamı)은 1977년의 노동절에 튀르키예 이스탄불의 탁심 광장에서 일어난 사건이다. 이 사건은 1970년대 후반 튀르키예의 정치적 폭력 기간에 일어난 사건 중 하나이다.

## 배경
오스만 제국에서 첫 노동절 축전은 1909년에 스코페에서 조직되었고, 이스탄불에서는 첫 축전이 1912년에 조직되었는데, 1928년에서 1975년까지는 축전이 조직되지 않았다. 그리고 나서 1976년 5월 1일에 튀르키예 혁명적 노동조합 총연맹은 탁심 광장에서 처음 대규모 집회를 조직하였다. 연맹이 또다시 조직한 집회가 있기 전부터 튀르키예 언론에서는 1977년 노동절에는 피비린내가 날 것이라는 소문이 파다하였다.
튀르키예 노동자당과 튀르키예 사회주의 노동자당, 당시 비합법 정당이던 튀르키예 공산당을 지지하는 것으로 알려져 있던 연맹 지도부는 소위 마오주의자라 불린 ‘인민의 자유’나 ‘인민의 길’, ‘인민 연합’과 같은 단체들의 참여를 금지하였는데, 이는 이러한 단체들이 서로 충돌할 거라 예상하였기 때문이었다.

## 진행
1977년에 탁심 광장에서 열린 노동절 축전의 참가자 수를 대개 50만 명 이상으로 예측하였다. 오후 7시 경에 사격 소리가 들렸고, 집회 참가자 누구도 광장으로 진입하지 못했는데 목격자들에 따르면, 에타프 마르마라 호텔 및 물 공급 회사 건물의 상층부에서 사격을 가했기 때문이었다고 한다. 이윽고 보안군이 장갑차를 이끌고는 경보와 폭발의 시끄러운 소리를 내면서 개입하였다. 또한 보안군은 군중에게 가압수를 쏘아댔는데, 이러한 개입에서 비롯된 극심한 공포가 대부분의 사상자를 만들었다.

## 사상자
이 학살로 인해 34명에서 42명 정도가 사망했고, 126명에서 220명이 부상을 입었다. 공식적으로는 98명의 참가자를 기소하면서 34명이 사망했다고 발표했다. 튀르키예 혁명적 노동조합 총연맹(DISK)에서는 36명이 사망했다고 말했다. 다른 출처에서는 "Mehmet Ali Kol"의 사람을 사망자로 추가하기도 한다. DISK의 언론 고문인 페흐레틴 에르도안(Fahrettin Erdoğan)은 총 42명이 사망했다고 말했다.
사고 당일, 이스탄불 라디오 방송국에서는 34명이 사망하고 126명이 부상을 입었다고 발표했다. 부검 보고서에 따르면 오직 4명만이 총상으로 인해 사망했다고 말했다. 3명은 머리에 총상을 입어 사망했고, 27명은 장갑차에 깔려 사망한 것으로 확인되었다. 여러 증인들은 광장에서 장갑차가 시위대를 깔면서 진격했다고 말했다.

## 같이 보기
- 튀르키예의 학살 목록
- 2013년 튀르키예 반정부 시위

## 참조
1. ↑  사망자 목록은 다음과 같다: Meral Özkol, Mültezim Oltulu (Mürtezim Örtülü), Ahmet Gözükara, Ziya Baki, Bayram Eği (Eyi), Diran Nigiz (Negis), Ramazan Sarı, Hacer İpek (Saman), Hamdi Toka, Nazan Ünaldı, Jale Yeşilnil, Bayram Çatak (Çıtak), Rasim Elmaz (Elmas), Mahmut Atilla Özbelen (Özveren), Leyla Altıparmak, Ercüment Gürkut, Kenan Çatak, Mustafa Elmas, Hatice Altun, Kahraman Alsancak, Kadriye Duman, Aleksandros Konteas (Kontuas), Hüseyin Kırgın, Mehmet Ali Genç, Ali Sıdal, Ömer Narman, Sibel Açıkalın, Garabet Ayhan, Hikmet Özkürkçü, Nazmi Arı, Kadir Balcı (Bağcı) and Niyazi Darı
2. ↑  위의 사망자 목록에서 다음의 사람이 추가되었다. Ali Yeşilgül, Mustafa Ertan, Yücel Elbistanlı, Tevfik Beysoy, Bayram Sürücü, Özcan Gürkan ve Hülya Emecan